# ديانا إيجيتا
ديانا إيجيتا (بالإنجليزية: Diana Ejaita) هي رسامة توضيحية ومصممة نسيج نيجيرية إيطالية. درست الفنون الجميلة في فرنسا وألمانيا. في عام 2014، بدأت إيجيتا علامة أزياء تسمى (بالإنجليزية: WearYourMask)، مستوحاة من تقاليد غرب إفريقيا وتراثها الإيطالي النيجيري. في عام 2019، ظهرت أعمالها في معرض في برلين (متحف الفنون الزخرفية). وفي عام 2014، قامت برسم تذكاري على جوجل دودل بمناسبة الذكرى الـ 119 لميلاد فونميلايو رانسوم-كوتي، معلمة نيجيرية وناشطة في مجال حقوق المرأة. وقد صممت شعار مجلة النيويوركر أربع مرات.